# Kepler-10c
Kepler-10c é um exoplaneta que orbita a estrela de Classe-G Kepler-10, localizado a cerca de 568 anos-luz de distância da Terra na constelação de Draco. Sua descoberta foi anunciada pelo Kepler em maio de 2011, embora tenha sido visto como um candidato planetário desde janeiro de 2011, quando Kepler-10b foi descoberto. A equipe confirmou a observação usando dados do Telescópio espacial Spitzer da NASA e uma técnica chamada Blender que descartou a maioria dos falsos positivos. Kepler-10c foi o terceiro planeta em trânsito a ser confirmado estatisticamente (com base na probabilidade, ao invés de observação real), depois de Kepler-9d e Kepler-11g. A equipe do Kepler considera o método estatístico que levou à descoberta de Kepler-10c como aquilo que será necessário para confirmar muitos planetas no campo de visão do Kepler.
Kepler-10c orbita sua estrela-mãe a cada 45 dias em um quarto da distância média entre o Sol e a Terra. Tem um raio mais que o dobro do que o da Terra, mas uma densidade mais elevada, sugerindo uma composição principalmente rochosa com cerca de 5-20% de gelo em sua massa. Para efeito de comparação, os oceanos da Terra representam apenas 0,02% da massa do nosso planeta, com um montante adicional potencialmente algumas vezes esta armazenado no manto.

## Descoberta e confirmação
Em janeiro de 2011, o planeta que orbita perto de Kepler-10b foi confirmado na órbita da estrela Kepler-10 após as medições de seu comportamento em trânsito (onde cruza na frente de Kepler-10, periodicamente e escurecendo-o) e um efeito de velocidade radial detectado em espectro de Kepler-10 fornecendo as informações necessárias para provar que era realmente um planeta. O a mais longo período de escurecimento foi detectado no espectro de Kepler-10, sugerindo que um segundo planeta existia no sistema; no entanto, resta a possibilidade de que este sinal pode ter uma outra causa, e que o evento de trânsito era um falso positivo. As tentativas de medir os efeitos de velocidade radial deste objeto, agora chamado KOI 072.02, foram inúteis; portanto, para afastar cenários de falsos positivos, a equipe do Kepler usou uma técnica chamada Blender.
A aplicação do Blender foi complementada pelo uso do instrumento IRAC no Telescópio Espacial Spitzer, que foi utilizado em 30 de agosto a 15 de novembro de 2010, para definir ainda mais a curva de luz de Kepler-10, no ponto onde KOI 072.02 parecia trânsita-lo. Verificou-se que o objeto em trânsito não produzia uma cor, um aspecto que é característica de estrelas. Isto sugere ainda mais que KOI 072.02 era um planeta. Além disso, o instrumento IRAC não encontrou nenhuma diferença no sinal de trânsito quando se comparam a curva de luz da estrela no infravermelho e em luz visível; estrelas que estão alinhados com Kepler-10 podem parecer visivelmente semelhantes, mas parece diferente no infravermelho.
Telescópio de 3,5m do Observatório WIYN foi usado para geração de imagens de manchas em 18 de junho de 2010; Além disso, a câmera PHARO no telescópio de 5m do Observatório Palomar foi utilizado para seus recursos de óptica adaptativa. Estas observações, em conjunto com observações do espectro de Kepler-10 tomadas a partir do Observatório W. M. Keck, descartou a possibilidade de que a luz de uma estrela vizinha estava corrompendo o espectro observado de Kepler-10 e criando os resultados que levaram os astrônomos a acreditar que um segundo planeta existia na órbita de Kepler-10. Todas essas possibilidades, com a excepção de se tal estrela existia exatamente atrás ou na frente de Kepler-10, foram efetivamente excluídas; mesmo com isso, a equipe do Kepler descobriu que se uma estrela estava realmente alinhada com Kepler-10, vista da Terra, tal estrela provavelmente não seria uma estrela gigante.
Com um maior grau de certeza estabelecido, a equipe do Kepler comparou os modelos formados usando o Blender para as observações fotométricas recolhidas pela sonda Kepler. A técnica Blender permitiu que a equipe do Kepler descartar a maioria das alternativas, incluindo, nomeadamente, a de sistemas estrelares triplos. Blender, em seguida, permitiu que a equipe do Kepler de determinar que, apesar de todos os modelos hierárquicos representando estrelas triplas (um sistema binário entre uma única estrela e uma estrela dupla) podem ser semelhantes a curva de luz de Kepler-10, as observações de acompanhamento acima mencionados teria detectado a todos. As únicas misturas possíveis remanescentes após a exclusão de estrelas hierárquicas triplas foi o de determinar se a curva é causada pela interferência de uma estrela de fundo, ou se ele é de fato causada pela órbita de um planeta em trânsito.
Comparações de KOI 072.02 aos 1.235 outros objetos Kepler de interesse no campo de visão do Kepler permitiu aos astrônomos usar modelos que levaram à confirmação de KOI 072.02 como um planeta com um elevado grau de certeza. KOI 072.02 foi então renomeado como Kepler-10c. A confirmação do planeta foi anunciado na reunião em Boston da American Astronomical Society em 23 de maio de 2011.
Kepler-10c foi o primeiro alvo do Kepler para ser observado usando Spitzer com a esperança de detectar um leve escurecimento de trânsito em uma curva de luz. Na época da descoberta de Kepler-10c, Spitzer era o único mecanismo capaz de detectar leves trânsitos nos dados do Kepler numa medida em que os dados poderiam ser significativamente analisados. O planeta também foi o terceiro planeta em trânsito que foi validado através da análise de dados estatísticos (em vez de observação real), após os planetas Kepler-9d e Kepler-11g. No documento de confirmação de Kepler-10c, a equipe do Kepler discutiu como uma grande fração de planetas no campo de visão do Kepler seriam confirmados desta mesma forma estatística.

## Estrela hospedeira
Kepler-10 é uma estrela de Classe-G, localizado a 564 anos-luz da Terra. É 0.895 a massa do Sol e 1.056 o raio, tornando-se ligeiramente menos massivo que o Sol, mas aproximadamente o mesmo tamanho.
Com uma temperatura efetiva de 5627 K, Kepler-10 é mais frio do que o Sol. A estrela também é pobre em metais e muito mais antiga: sua metalicidade é medida em [Fe/H] = −0.15 (29% menos ferro do que o nosso Sol). Kepler-10 tem uma idade medida de aproximadamente 10.6 bilhões anos.
Kepler-10 tem uma magnitude aparente de 11.2, o que significa que a estrela é invisível a olho nu a partir da perspectiva de um observador na Terra.

## Características
Kepler-10c é o mais externo dos dois planetas conhecidos de Kepler-10, completando uma órbita da estrela a cada 45.29485 dias a uma distância de 0.2407 UA. O planeta interior, Kepler-10b, é um planeta rochoso que orbita a cada ~0.8 dias a uma distância de 0.01684 UA. A temperatura de equilíbrio de Kepler-10c é estimada em 485 K, quase quatro vezes mais quente que Júpiter. A inclinação orbital do planeta é 89.65°, ou quase na borda com relação à Terra e Kepler-10. Trânsitos foram observados em pontos onde Kepler-10c tem cruzado na frente da sua estrela hospedeira.
Kepler-10c tem uma massa de 15-19 massas terrestres. Com um raio de apenas 2.35 (2.31-2.44) vezes a da Terra (e assim um volume de 12-15 vezes a da Terra), e uma densidade superior à da Terra (6-8 g cm−3), é pouco provável conter significativas quantidades de hidrogênio e gás hélio. Em vez disso, a composição é susceptível ser principalmente de rochas, com uma fração de 5-20% de gelo em massa. A maior parte desta água é provável que seja sob a forma de fases de alta pressão de "gelo quente".